# مديرية شرعب الرونة

تعديل مصدري - تعديل

هي إحدى مديريات محافظة تعز في اليمن، وبلغ عدد سكانها 146650 نسمة عام 2004. تم تقسيم شرعب إلى مديريتين في سبعينيات القرن الماضي تحت مسمى مديرية شرعب الرونة ومديرية شرعب السلام.

## المواقع التاريخية والأثرية والسياحية
1- ضريح شديد الحرب :
يقع في موضع يسمى (كندة) تتبع عزلة الرعينة، وهو عبارة عن بناء على شكل مستطيل
مبني بالحجارة، والقضاض، وبالجبس الأبيض ارتفاعه (12 متراً)، وعرضه (8 أمتار) ،
وطوله (10 أمتار) ، وهو على شكل مثمن الأضلاع، ويعتقد الأهالي أن لصاحب الضريح
كرامات فتقام له زيارات موسميـة .
2- كريف السويدا :
عبارة عن صهريج مياه قديم، يقع في قرية السويدا التي تحدها من الغرب قرية الوهب ومن
الجنوب قرية المهجمي ومقبرة اليهود في الأكمة الحمراء، والكريف على شكل مستطيل يبلغ
طوله (8 أمتار) ، وعرضه (6 أمتار) ، وارتفاعه (4 أمتار) تقريباً، يستغل لحجز مياه
الأمطار والاستفادة منها لري المدرجات الزراعية المحيطة، آخر تجديد للكريف كان عام
( 1293 هجرية) .
3- حصن جبل رهيد (رهيج) :
يعرف قديماً باسم حصن جبل رهدان، ويتميز الحصن بعلوه الشاهق وانحدار شديد في تكويناته،
فهو يقع في أعلى قمة جبلية يطل على المنطقة الشرقية لعزلة الاشراف، ويطل على عزلة بني
حسام، وعلى بني مرير، وتحيط به مدرجات زراعية تكسوها الخضرة، وتتواجد على سطحه
بقايا أنقاض وخرائب لمكونات الحصن المعمارية .
4- جبل الحريم :
يعرف قديماً باسم جبل (شمر) ، يقع في الناحية الشرقية من قرية حمير، وهو جبل شاهق
تكسوه الخضرة، وقد طغت المزروعات في سطحه الأمر الذي أدى إلى تغطية الكثير من
معالمه الأثرية وتظهر في قمة الحصن بقايا مدافن للحبوب .
5- قلعة القحيم :
تعتبر هذه القلعة من أهم القلاع العسكرية التاريخية في المنطقة، تقع على قمة تل مرتفع
تطل على الوادي، تحيط بها الجبال من كافة الجهات، وهي عبارة عن شكل دائري الجزء
الأهم منها قد اندثر بفعل عوادم الزمن والإهمال، فهي بحاجة إلى ترميمات كبيرة .
6- حصن حلبة :
يقع في عزلة حلبة، وهو عبارة عن حصن مبني بالأحجار على شكل دائري مقام على
تل تحيط به الأودية الخصبة من كافة الجهات، يبلغ ارتفاعه حوالي (15 متراً) ،
وعرضه (10 أمتار) ويعتبر من المآثر التاريخية الهامة في المنطقة .
7- ضريح الشيخ «أحمد عيسى» :
عبارة عن ضريح خشبي مزخرف وبجواره صهريج مياه على شكل دائري يقع هذا الضريح
في قرية الحسية .
8- قرية منوبة :
عبارة عن قرية جبلية تحيط بها المدرجات الزراعية ومبانٍ القرية في أعلى سفح الجبل،
تمثل منظراً ساحراً غاية في الجمال لكثرة عدد المدرجات الزراعية والقرى المتناثرة فيها،
ويجرى وادي الزراعي في أسفلها، ويقال بأن القرية سميت منوبة لأنها تنوب في ارتفاعها عن القرى المجاورة لها .
9- ضريح الشيخ عبد الله بن أسعد الحذيفي الذي كان يلقب بـ (عفيف الدين):
ويقع بقرية صغيرة تعتبر ضمن قرى منوبة عزلة شرقي حمير تسمى (الرباط)وقد كانت هذه القرية الصغيرة مجمعا للعلم والعلماء كما هو معروف من اسمها وتوجد بجوار الضريح مقبرة تاريخية قديمة ويعود تاريخ هذا الضريح إلى 350 هـ كما هو موجود في المخطوطات القديمة...